# 空からこんにちは
『空からこんにちは』（そらからこんにちは）は、朝日放送（現：朝日放送ラジオ）で1967年5月1日から1977年3月28日まで放送されたラジオの情報番組。

## 概要
そもそもは、1966年のテレビ映画の中で、ロサンゼルスのラジオ局がヘリコプターを飛ばして、交通情報を伝えていたのを見て、当時の朝日放送のラジオ局の部会やラジオ局の連絡会において、「あれがやりたいな…」と話し合っていたという。そこで、1966年11月から12月の3週間にわたって、ラジオ報道部の主任とラジオ制作部の主事の2人がサンフランシスコとロサンゼルスのラジオ局を視察し、その報告を聞いて、「あれ、いけまっせ」という判断で、企画が動き出した。そして、パイロット版として、1967年の元日の朝に『レッツゴー67年』を放送、この成功によって、『空からこんにちは』の放送に踏み切ることになった。
しかし、この番組の実現には、制作費とヘリコプターの安全性という2つの課題があった。制作費の面では、ヘリコプターのチャーター料が1回の放送で、2時間の余裕が必要だったため、月曜から金曜まで、およそ70万円、その他の経費を加えると、月額で400万円かかる。もちろん、当時の朝日放送で、この制作費では「空前の巨費」となる。さらにヘリコプターの安全性に関しても、連日大阪市内の民家の上を、高度300メートルのいわば航空制限ぎりぎりで飛ぶことになるため、墜落したら、当時の朝日放送自体の存続にもかかってくる。そこで、担当者はラジオ局長に対して、「ヘリの事故発生率は2万時間に1回」というデータを用いて、説得したという。
こうして、この番組の放送開始は1967年5月1日と決まり、使用するヘリコプターは、当時、朝日放送の報道局が契約していた『大阪エアウェーズ』と決まった。その所属する7人のパイロットは、自身がリポートを行うため、アナウンス訓練を行ったものの、放送開始になると、7人のパイロット全員がお国言葉丸出しでリポートを行ったが、それがこの番組の人気を呼んだ。また、この番組の担当アナウンサーは、朝日放送アナウンサーの松倉一義となった。松倉はマイカー通勤に詳しかったため、起用された。
この番組は、リスナーに絶大な人気を得ることになる。例えば、阪神間のタクシー運転手はこの番組の放送開始となると、一斉に朝日放送にダイヤルを合わせ、さらには、交通整理のお巡りさんが、この番組を聴いて、大阪府警に対して、報告をしていた。
この好評に応えて、1967年7月に、月曜から土曜の午前中の時間帯に、トヨタ自動車の1社提供番組として、『空からこんにちは～トヨタ・スカイパトロール～』が放送を開始。この番組を担当した朝日放送アナウンサーの村上守は、スポーツアナウンサーだったため、これまでのアナブースからの放送をやめて、ラジオスタジオの副調整室の窓を陣取りながら、ヘリコプターの様子を見ながら、パイロットとやり取りをした。この試みは、これまでのラジオ番組では考えられないことで、スポーツアナウンサーらしい工夫だったという。この番組以降、朝日放送ラジオでは、オープン・スタイルが定着することになる。
しかし、この番組も1977年3月28日をもって、放送を終了することになった。この番組の最後の担当だった朝日放送アナウンサーの村井守は「大阪の交通渋滞はますますひどくなり、混むところはすっかり常習化して周知の現象となって、情報の意味がなくなってきていた。そこへ警察の交通センターもコンピューター化が進んで、主な交差点に設けたセンサーの精度も飛躍的に向上して、もう空から観察するよりもっと早く、かつ広範囲をカバーできるようになってきた。それにヘリの事故もあちこちで増えてきた。『空こん』が無事故でこれたのが不思議なくらいだった。つまりすべてが潮時だったのですね」と、番組終了の背景とその理由を説明した。

## 放送時間

### 夕方枠
- 1967年5月 - 1968年9月　毎週月曜日 - 土曜日 16:15 - 17:00[5]
- 1968年10月 - 1972年9月　毎週月曜日 - 土曜日 15:00 - 17:00[5]
- 1972年10月 - 1975年3月29日　毎週月曜日 - 土曜日 15:00 - 16:30
- 1975年3月31日 - 1976年3月　毎週月曜日 - 土曜日 15:05 - 16:00

### 午前枠
- 1967年7月 -  1977年3月　毎週月曜日 - 土曜日 11:05 - 11:45[5]

## 出演者
いずれも、出演の時点では朝日放送（旧法人）の現役アナウンサー。
- 松倉一義（平日夕方枠での初代司会者）[5]
- 村上守（平日午前枠での初代司会者）[5]
- 安部憲幸（土曜版での司会者）
- 村井守（最終期の司会者）